# ハイニッカ
ハイニッカは、ニッカウヰスキーが製造し、アサヒビールが販売するブレンデッド・ウイスキーである。

## 概要
1964年にニッカウヰスキーから販売された。「ハイ」の由来はオーディオ用語の「Hi-Fi」（ハイファイ）から取られている。二級ウイスキーとして発売当時500円という低価格で発売されて、大人気となった商品である。
1964年の当時のハイニッカは、二級ウイスキーであるが故、モルトとカフェグレーンの二つの原酒のブレンドにスピリッツ（ブレンド用アルコール）を多く含ませてウイスキー原酒の比率を少なくして販売していたが、それでも酒税法の限度の最上限までモルトを使用していた。
しかし、500円という価格（当時）が受けて人気を博し、ライバルであるサントリー（現・サントリースピリッツ）が対抗してかつての赤札をサントリーレッドに改称し同価格帯で復活させて、応戦するという事態になった。
1978年10月1日の酒税法改正で二級ウイスキーの原酒混和率が13%から17%に引き上げられたのを機に、モルトの比率を増量した「ハイニッカデラックス」にリニューアル、ラベルも白から黒に変更し、同時にラベルに書かれていた「HiHi」も、商品名同様の「Hi」に変更。これと同時に廉価版の「ハイニッカマイルド」を追加した。このとき、CMキャラクターに俳優の草刈正雄を起用し注目を集めることとなった。その後1984年8月に、ラベルの意匠を現在と同じ薄橙と赤に変更、CMは引き続き草刈正雄を起用したが、この時から発売時以来続けていたCMラストのジングル「ドコドコドン」が廃止された。
1986年2月には横展開商品として等級、およびアルコール分はそのままにブレンドにスピリッツを一切使用せず、モルトとカフェグレーンのみのブレンドとした「ニューブレンドハイニッカ」を発売した（1989年3月を以って販売終了）。CMは内藤やす子の『わたしを棄てたらこわいよ』をBGMに、1928年に公開された大河内傳次郎主演の無声映画『血煙高田馬場』の一場面を放送した。
1989年4月1日の酒税法改正後はウイスキーの等級制度が廃止されたのに伴い、既存の「ハイニッカデラックス」はラベルの意匠はそのままにブレンドが大幅に変更され、モルトとカフェグレーンのみのブレンドとなった。
晩年の竹鶴政孝が晩酌にこのハイニッカを愛飲していたという逸話もある。(竹鶴政孝の項を参照)
2015年2月24日から数量限定で1964年に発売された当初のハイニッカ（ハイハイニッカ）の味を忠実に再現した「初号ハイニッカ復刻版」が販売された。

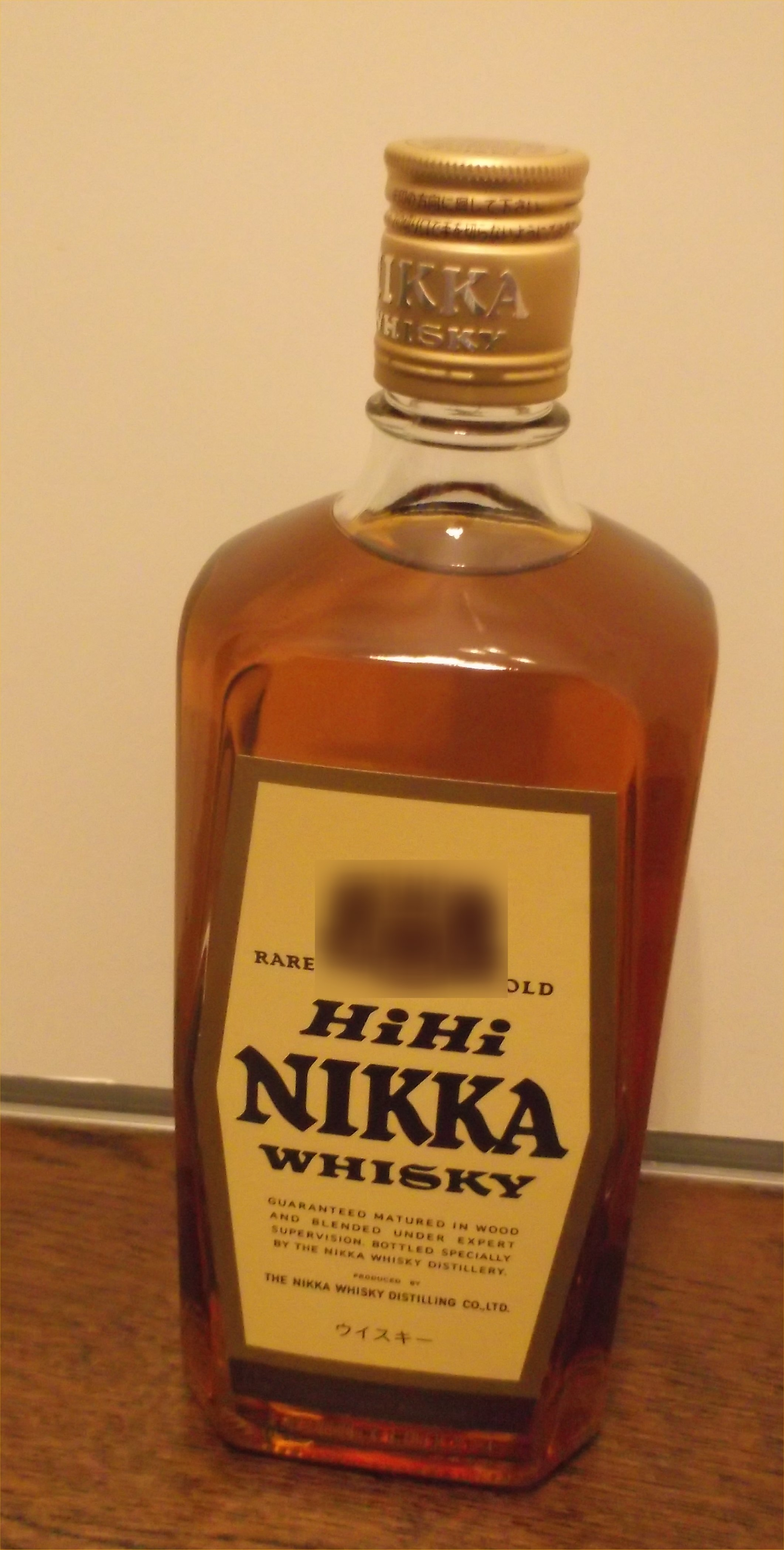
2015年2月に発売された初号ハイニッカの復刻版。1964年の発売当時のラベルの意匠の付いたボトルに入っている（ただしボトルの形状・内容量は現行のハイニッカと同一）。

同年9月1日にラベルをリニューアル。これに伴い商品名を「ハイニッカデラックス」から無印の「ハイニッカ」に改称。初号時代に近い意匠に変更された他、横1本の赤ラインが斜めに変更されている。また、ラインアップも見直され720ml瓶のみに整理された。ただし、味のブレンド自体は変更なし。

## ラインナップ
- 現行品
  - ハイニッカ 720ml びん
- 終売品
  - ハイハイニッカ (1964年2月 - 1978年9月)
  - ハイニッカ デラックス (1978年10月 - 2015年8月)
    - 50ml びん
    - 720ml びん
    - 1440ml びん
    - 1920ml びん
    - 1920ml ペットボトル
    - 2.7L ペットボトル
    - 4L ペットボトル

  - ハイニッカ マイルド (1978年10月 - 1984年8月)
    - 50ml びん
    - 720ml びん
    - 1440ml びん
    - 1920ml びん

  - ニューブレンドハイニッカ (1986年2月 - 1989年3月) - 丸瓶
    - 640ml びん

  - ハイパック (1992年2月 - 1998年12月) - ハイニッカデラックスを37%のアルコール分に抑え、1,800ml入りの紙パックに詰めた商品[5]。
  - ハイニッカ リキュール (1994年-1999年) - 丸瓶 アルコール分20%種別：リキュール
  - 初号ハイニッカ復刻版 720ml びん ※数量限定 (2015年)

## 外部サイト
- ハイニッカ|商品紹介|NIKKA WHISKY
- ハイニッカサイト